# Mysmena stathamae
Espèce
Synonymes
- Calodipoena stathamae (Gertsch, 1960)

Mysmena stathamae est une espèce d'araignées aranéomorphes de la famille des Mysmenidae.

## Distribution
Cette espèce se rencontre au Panama, au Mexique et en Jamaïque.

## Description
Le mâle holotype mesure 0,64 mm et la femelle paratype 0,85 mm.

## Étymologie
Cette espèce est nommée en l'honneur de Marjorie Statham Favreau.

## Publication originale
- Gertsch, 1960 : Descriptions of American spiders of the family Symphytognathidae. American Museum novitates, no 1981, p. 1-40 (texte intégral).